# Langbahn-Weltmeisterschaft 2023
Die Langbahn-Weltmeisterschaft 2023 war die 53. Auflage der FIM Speedway Langbahn-Weltmeisterschaft.
Mathieu Trésarrieu war der Titelverteidiger aus dem Jahr 2022, er nahm aber nicht teil.
Martin Smolinski aus Deutschland gewann den Titel mit sieben Punkten Vorsprung vor Chris Harris, obwohl er keinen Grand Prix gewinnen konnte. Er belegte jedoch 4 zweite Plätze und war somit der konstanteste Fahrer. Er gewann den WM-Titel zum zweiten Mal nach 2018.
Kenneth Kruse Hansen war als Dritter ebenfalls auf dem Podium. Vierter wurde Zach Wajtknecht.

## Veranstaltungsorte
| Rennen | Datum            | Veranstaltungsort   | Sieger               |
| ------ | ---------------- | ------------------- | -------------------- |
| 1      | 18. Mai details  | Herxheim            | Josef Franc          |
| 2      | 17. Juni details | Ostrów Wielkopolski | Chris Harris         |
| 3      | 13. Juli         | Marmande            | Chris Harris         |
| 4      | 20. August       | Scheeßel            | Kenneth Kruse Hansen |
| 5      | 2. September     | Morizès             | Romano Hummel        |
| 6      | 17. September    | Mühldorf am Inn     | Kenneth Kruse Hansen |

## Endklassement
| Pos | Fahrer               | Runde 1 | Runde 2 | Runde 3 | Runde 4 | Runde 5 | Runde 6 | Gesamt |
| --- | -------------------- | ------- | ------- | ------- | ------- | ------- | ------- | ------ |
| 1   | Martin Smolinski     | 13      | 19      | 19      | 17      | 19      | 19      | 106    |
| 2   | Chris Harris         | 10      | 21      | 21      | 19      | 17      | 11      | 99     |
| 3   | Kenneth Kruse Hansen | 2       | 17      | 3       | 21      | 13      | 21      | 77     |
| 4   | Zach Wajtknecht      | 19      | 13      | 17      | 4       | 9       | 15      | 77     |
| 5   | Romano Hummel        | 11      | 5       | 9       | 10      | 21      | 17      | 73     |
| 6   | Josef Franc          | 21      | 11      | 7       | 2       | 10      | 13      | 64     |
| 7   | Jakub Bukhave        | 9       | 7       | 11      | 11      | 11      | 5       | 54     |
| 8   | Lukas Fienhage       | 17      | 8       | 13      | 9       | x       | x       | 47     |
|     | Hynek Štichauer      | 1       | 15      | 10      | 3       | 8       | 10      | 47     |
| 10  | Dave Meijerink       | x       | 3       | 15      | 5       | 15      | 7       | 45     |
| 11  | Mika Meijer          | 3       | 9       | 8       | 7       | 3       | 2       | 32     |
| 12  | Stephan Katt         | 8       | 2       | 1       | 13      | 2       | 3       | 29     |
|     | Theo Pijper          | 7       | 4       | 5       | 8       | 1       | 4       | 29     |
| 14  | Gaétan Stella        | 15      | 1       | x       | x       | 7       | 1       | 24     |
| 15  | Tero Aarnio          | x       | x       | 4       | 0       | 4       | 9       | 17     |
| 16  | Erik Riss            | x       | x       | x       | 15      | x       | x       | 15     |
| 17  | Stanisław Burza      | x       | 10      | x       | x       | x       | x       | 10     |
| 18  | Jörg Tebbe           | 0       | x       | x       | 1       | x       | 8       | 9      |
| 19  | Daniel Spiller       | 5       | x       | x       | x       | x       | x       | 5      |
|     | Jordan Dubernard     | x       | x       | 0       | x       | 5       | x       | 5      |
| 21  | Max Dilger           | 4       | x       | x       | x       | x       | x       | 4      |
| 22  | Mathias Trésarrieu   | x       | x       | 2       | x       | x       | x       | 2      |
| 23  | Fabian Wachs         | x       | x       | x       | 0       | x       | x       | 0      |